# Stupendemys geographicus
Stupendemys geographicus – prehistoryczny gatunek żółwia słodkowodnego. Skamieniałe szczątki tego gada datowane są na późny miocen (5–6 mln lat temu). Znaleziono je na obszarze Wenezueli oraz północno-zachodniej Brazylii.
OpisZnaleziony karapaks miał 1,8 m, ale ocenia się, że żółwie te mogły osiągać rozmiary do 2 m lub nawet do 3 m. Przypuszcza się, że Stupendemys geographicus mógł ważyć 1,5 do 2 ton.
Miejsce wystawieniaSzkielet Stupendemys geographicus znajduje się w Stanach Zjednoczonych Ameryki w Narodowym Muzeum Historii Naturalnej w Nowym Jorku.
| Stupendemys geographicus | Stupendemys geographicus | Stupendemys geographicus |
| ------------------------ | ------------------------ | ------------------------ |